# B-Real
Louis Freese, känd under artistnamnet B-Real, född 2 juni 1970 i Los Angeles, Kalifornien, är en amerikansk rappare med kubanska och mexikanska rötter. Han är mest känd som huvudrapparen i hiphopgruppen Cypress Hill.

## Biografi
Född som son till en mexikansk pappa och en kubansk mamma, började hans nuvarande liv när hans syster och mamma flyttade ifrån hans pappas hem. De flyttade runt och det slutade med att de stannade i South Central, Los Angeles. Innan han hoppade av sin skolgång på Bell High School blev han vän med blivande Cypress Hill-medlemmarna Sen Dog och Mellow Man Ace. Sen Dog, som var involverad i Los Angeles-gänget "Neighborhood Family" (som tillhörde Bloods), introducerade B-Real för gänget och han gick senare med. B-Real började sälja droger och blev en så kallad "gangbanger" under sin tid i gänget. Hans livsstil slutade med att han blev skjuten i lungan år 1988. Skjutningen och hela situationen fick Sen Dog att tänka om, så han gick ur gänget tillsammans med B-Real, och tog ett jobb som säkerhetsvakt på ett köpcentrum.
Efter att ha blivit introducerad till DJ Muggs av Julio G, som jobbade på radiokanalen KDAY, blev B-Real och Sen Dog intresserade av DJ Muggs koncept om att göra ett album om sina erfarenheter från Cypress Ave i South Gate (deras bostadsområde). Då bildades Cypress Hill. Gruppen skrev kontrakt med Ruffhouse/Columbia records år 1991, och gjorde sin inflytelserika debut år 1992. B-Real använde de livshotande händelser som han varit med om under sitt liv som material för gruppens debutalbum och följande album som släpptes.
Cypress Hills unika ljud - med B-Reals höga toner och DJ Muggs beats - ledde till att trion blev den första latinska rapgrupp som någonsin hade sålt platinum.
Vid sidan av från Cypress Hill, har B-Real varit med i många andra musikprojekt. År 2002 gick han ihop med Mellow Man Ace och Son Doobie och skapade den kortvariga gruppen  Serial Rhyme Killas, som släppte en 12" singel år 2002. De gjorde också ett debutalbum, som dock aldrig släpptes. Skivan hette "Deluxe Rapture". Han har också arbetat med The Psycho Realm.

## Soloprojekt
B-Real har släppt två stycken mixtapes som soloartist, "Gunslinger" och "Gunslinger Vol. II". Han jobbar på sitt första soloalbum Smoke In Mirrors.
B-Real har också arbetat med många andra artister, såsom, Big Pun, KRS-One, House Of Pain, The Fugees, Kid Frost, Psycho Realm, Ice Cube, Sick Jacken, Psycho Realm, Snoop Dogg, Coolio, Busta Rhymes, Method Man, Deftones, LL Cool J, Everlast, Warren G, Outkast, Dilated Peoples, The Alchemist, Tha Dogg Pound, DJ Quik, Wu-Tang Clan, Dr. Dre, Eminem, Subliminal Orphans, Fear Factory, Chino XL, Nas, D12, The Transplants och La Coka Nostra.

## Diskografi

### Solo
- 1997 - The Psycho Realm (album)
- 2005 - The Gunslinger Volume I (mixtape)
- 2006 - The Gunslinger Volume II: Fist Full of Dollars (mixtape)
- 2006 - Vato (med Snoop Dogg)
- 2007 - Smoke In Mirrors (album)

### Med Cypress Hill
- 1991 - Cypress Hill
- 1993 - Black Sunday
- 1995 - Cypress Hill III: Temples of Boom
- 1996 - Unreleased and Revamped
- 1998 - IV
- 1999 - Los grandes éxitos en español
- 2000 - Skull & Bones
- 2000 - Live At The Fillmore
- 2001 - Stoned Raiders (producerad av DJ Muggs)
- 2004 - Till Death Do Us Part
- 2005 - Greatest Hits From the Bong